# 지바냥
지바냥(일본어: ジバニャン) 은 요괴워치 등장인물이며, 가끔 Level-5의 대표 캐릭터이기도 하다. 필살기는 "필살 냥이 젤리펀치"이다.

## 개요
지바와 관계없는 캐릭터이다. 요괴가 되기전에 차에 치어서 요괴가 되었다. 지바냥의 변종이 있는데 무사냥, 키위냥, 수박냥 그리고 귤냥, 다이아몬드냥, 포도냥등이 있다. 중화민국에서는 인형, 티셔츠가 인기가 많다.
중화민국판 극장판 요괴워치: 섀도우 사이드 도깨비 왕의 부활에서는 (중국어: 鬼太喵 구이타이먀오[*])라는 이름으로 나왔다.
중국어 이름은 중국어의 방언표기문제때문에 푸퉁화로는 地缚猫, 광둥어로는 地縛喵，중화민국 궈위로는 吉胖喵, 吉胖貓라고 한다.

## 특징
- 냐KB(한국판은 냥이핑크[2])와 초코바를 좋아한다.
- 아마노 케이타가 자주 불러내는 바람에 싸움에서 자주 밀릴 때가 많다. 또한 요괴한테 자주 씌이는 일도 많다.
- 주 기술은 백렬육구(한국: 필살 냥이 젤리 펀치, 북미: 분노의 앞발)가 있다.[3]

## 같이 보기
- 요괴워치 (등장인물 목록)